# Стоян Мандалов
Стоян Стефанов Мандалов е български революционер, деец на Вътрешната македоно-одринска революционна организация, гевгелийски войвода на Вътрешната македонска революционна организация.

## Биография
Мандалов е роден в 1897 година в село Стояково, Гевгелийско, тогава в Османската империя. Син е на дееца на ВМОРО Стефан Мандалов. Става член на ВМОРО в 1914 година. Участва във Валандовската акция на ВМОРО в 1915 година.
По време на Първата световна война служи в 11 македонска дивизия на българската армия.
Продължава революционната си дейност и след войната във възстановената ВМРО като четник на Георги Хаджимитрев в Гевгелийско. През април 1923 година води тежко сражение при Боймица с гръцки части, в следствие на което избухва афера. През 1927 година е назначен за гевгелийски околийски войвода на ВМРО.
На 29 септември 1933 година е тежко ранен в сражение със сръбска потеря в местността Рудина, Шипков дол, край родното си село и се самоубива, за да не бъден заловен.
След освобождението на Вардарска Македония през 1941 година, на 1 ноември 1941 година в Стояково е основано читалище „Стоян Мандалов“.
На 10 март 1943 година вдовицата му Юрданка, на 44 години, родена в Богданци и жителка на Кюстендил, подава молба за българска народна пенсия, която е одобрена и отпусната от Министерския съвет на Царство България.